# Советское военное кладбище (Веймар)
Советское военное кладбище в Веймаре (нем. Sowjetischer Friedhof im Schlosspark Belvedere) — мемориальное кладбище в Веймаре, Тюрингия, Германия. Находится на территории парка на склоне ниже дворца-замка Бельведер.
Возникло после окончания Великой Отечественной войны в память о павших и умерших от ран солдатах и офицерах Советской армии. Позже здесь хоронили мирных жителей, членов семей военнослужащих Группы советских оккупационных войск и Группы советских войск в Германии. Кладбище использовалось с 1945 по 1975 год, ныне здесь имеется около 2000 захоронений.
Площадь кладбища — 1,7 га. В центре кладбища установлен простой четырёхгранный обелиск из травертина, украшенный Государственными гербами Советского Союза.
Вокруг обелиска расположены индивидуальные и братские могилы с простыми надгробиями. На территории кладбища разбросаны дубы, которые по первоначальному замыслу относятся к почётной роще.
До начала войны в 1937—1938 годах по приказу гауляйтера Тюрингии Фрица Заукеля под замком Бельведер в парке было заложено кладбище для высокопоставленных национал-социалистов, на месте которого в 1945 году стали хоронить солдат и офицеров Советской армии.

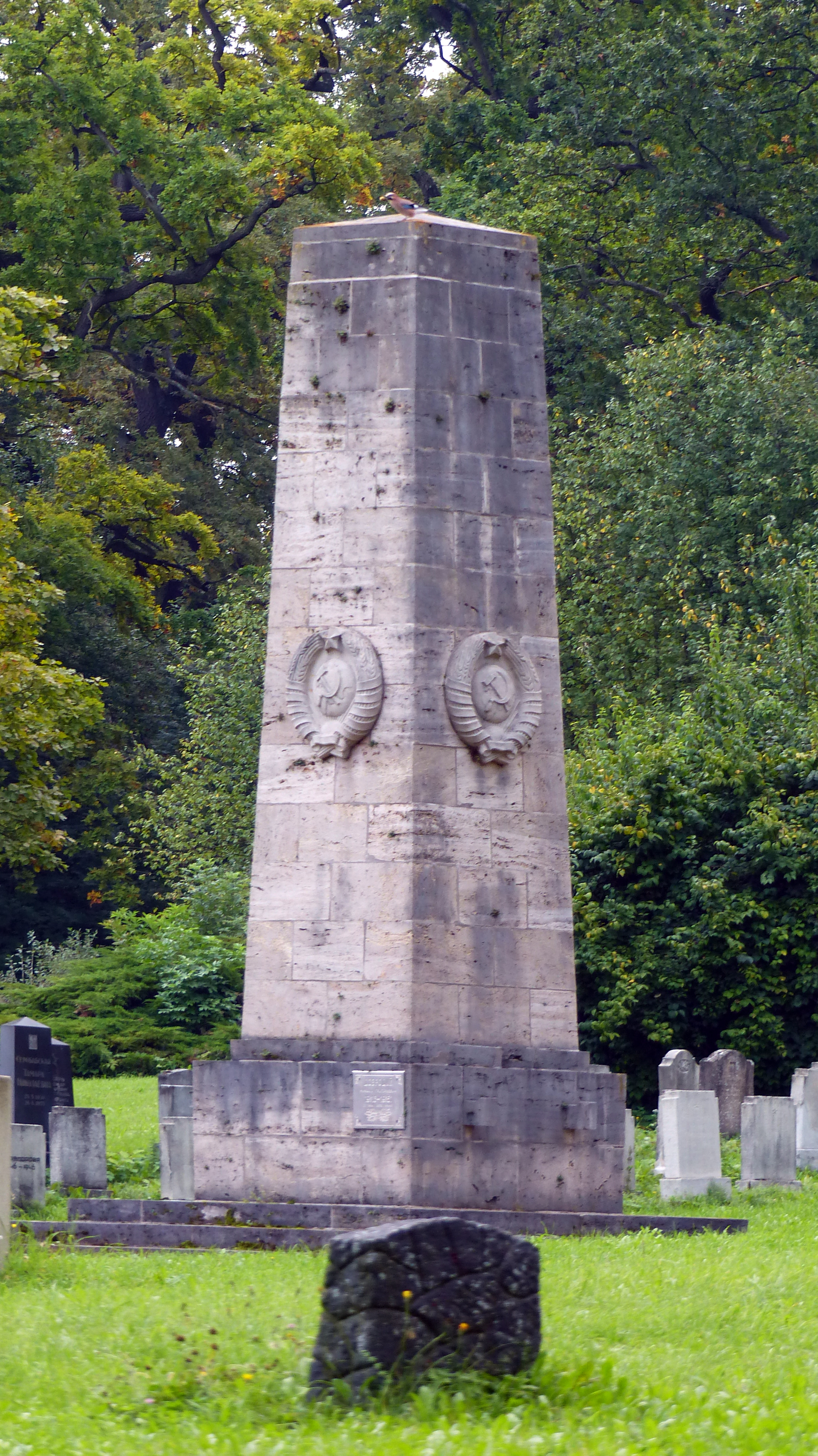
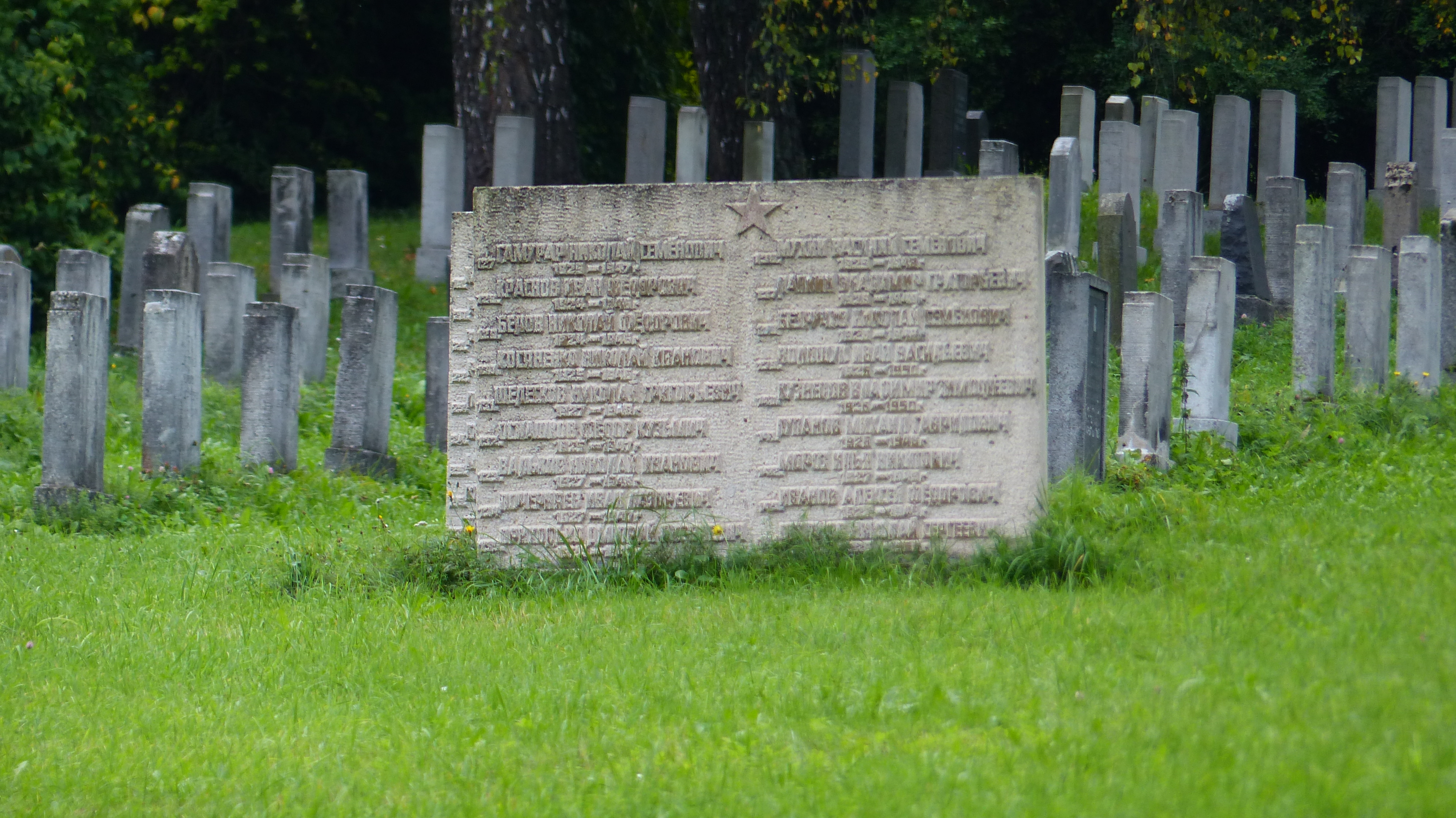
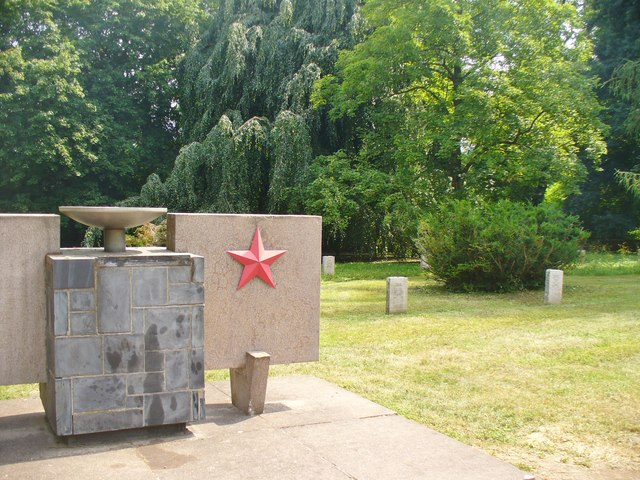
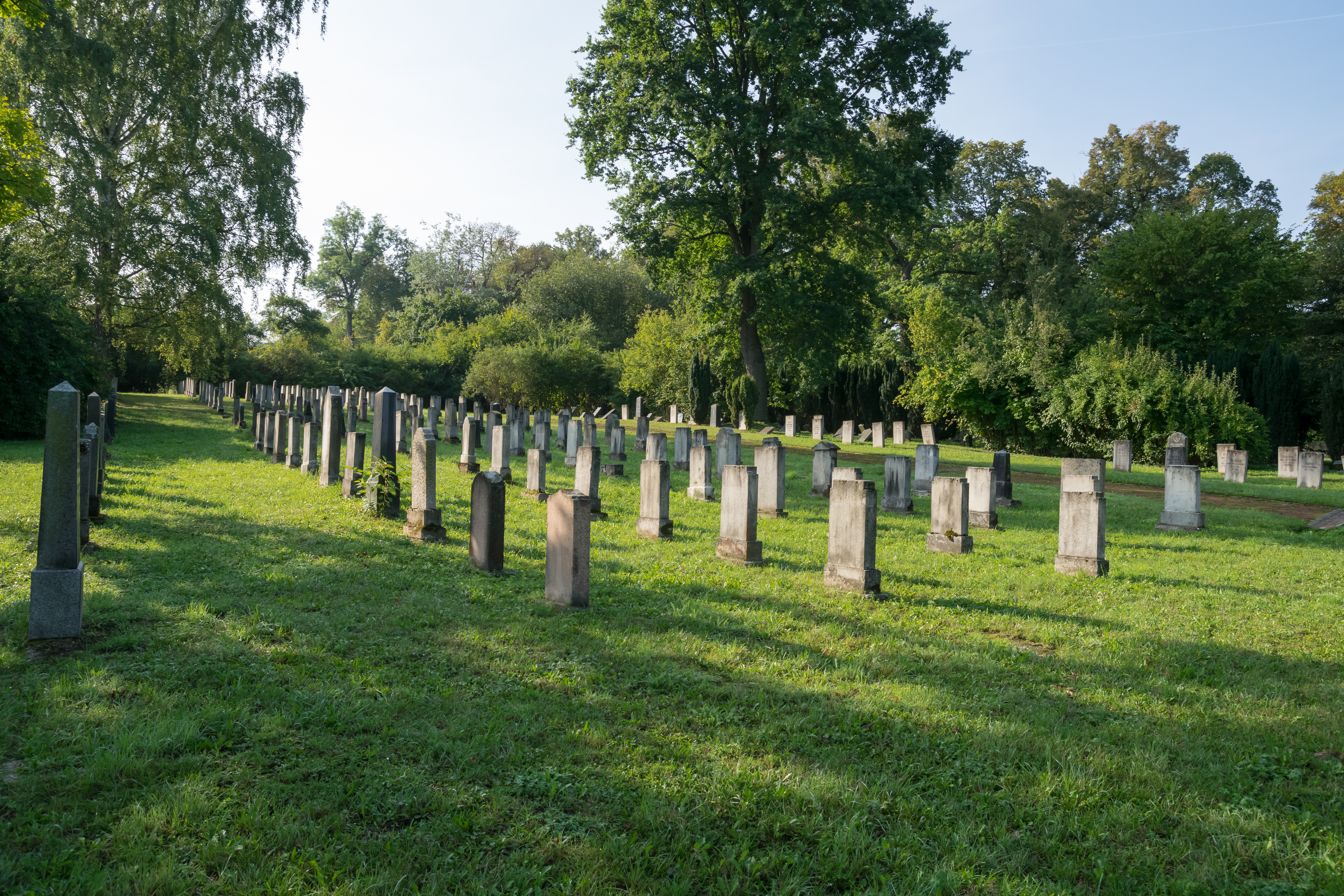